# Sternohammus laosensis
Sternohammus laosensis är en skalbaggsart som beskrevs av Stefan von Breuning 1963. Sternohammus laosensis ingår i släktet Sternohammus och familjen långhorningar.
Artens utbredningsområde är Laos. Inga underarter finns listade i Catalogue of Life.